# Gisela Rheker
Gisela Rheker (* 24. Juni 1923 in Lintfort, Kreis Moers; † 1. Oktober 2016) war eine deutsche Diplomatin, die unter anderem zwischen 1984 und 1988 Botschafterin in Jugoslawien war.

## Leben
Gisela Rheker absolvierte nach dem Abitur ein Studium der Fächer Germanistik, Anglistik und Geschichte und schloss ihre Promotion zum Dr. phil. an der Rheinischen Friedrich-Wilhelms-Universität Bonn am 19. Juli 1948 mit einer Dissertation mit dem Titel Wort und Begriff der Idee bei Goethe ab. Anschließend begann sie 1949 eine berufliche Tätigkeit als Geschäftsführerin des British Information Centre Die Brücke in Düsseldorf.
1952 trat Gisela Rheker in den Auswärtigen Dienst ein und fand nach Abschluss der Attaché-Ausbildung in Speyer verschiedene Verwendungen in der Zentrale des Auswärtigen Amtes in Bonn sowie an den Botschaften in Italien und Irland. 1960 wurde sie als Legationsrätin Referentin und des Referates Osteuropa (II A 5) im Auswärtigen Amt, das für alle sozialistischen Staaten Ost- und Südosteuropas mit Ausnahme der Sowjetunion zuständig war und in dem sie sich mit verschiedenen Fragen in den Beziehungen zu diesen Staaten befasste. Am 28. September 1963 reiste sie zum Beispiel mit Walther Freiherr Marschall von Bieberstein zu abschließenden Gesprächen über die Einrichtung einer Handelsvertretung in Rumänien nach Bukarest. Im April 1964 nahm sie zum Beispiel neben Kurt Luedde-Neurath, dem damaligen Leiter des Referats Osteuropa, Rudolf Jestaedt, Dedo von Schenck und Renate Finke-Osiander an Gesprächen über die Aufnahme von diplomatischen Beziehungen mit der Tschechoslowakei teil. Als Legationsrätin Erster Klasse war sie später stellvertretende Leiterin des Referates Osteuropa (II A 5) befasste sie sich unter anderem mit der Deutsch-Jugoslawischen Gemischen Kommission, die am 9. April 1965 Gespräche zwischen dem Leiter der Ost-Abteilung des Auswärtigen Amtes, Franz Krapf, und dem Botschafter Jugoslawiens in der Bundesrepublik Deutschland, Milan Lalović, organisierte.
Nach der Aufnahme diplomatischer Beziehungen mit Israel wurde Gisela Rheker 1965 als Legationsrätin Erster Klasse Kulturreferentin an der Botschaft in Tel Aviv und befasste sich dort als eine der Mitarbeiter des ersten Botschafters in Israel, Rolf Pauls, mit dem Aufbau kultureller Beziehungen zu Israel.
1974 wurde sie als Botschaftsrätin Erster Klasse Ständige Vertreterin des Botschafters in der Volksrepublik Polen, Hans Hellmuth Ruete, und erhielt in dieser Funktion am 1. August 1974 die Ernennung zur Gesandtin.
Zuletzt wurde Gisela Rheker 1984 Nachfolgerin von Horst Grabert, der wiederum Botschafter in Irland wurde, Botschafterin in der Sozialistischen Föderativen Republik Jugoslawien (SFRJ) und bekleidete diesen Posten bis zu ihrem Eintritt in den Ruhestand 1988, woraufhin Hansjörg Eiff ihre Nachfolge antrat.
Gisela Rheker, die in Düsseldorf lebte, war unter anderem Vizepräsidentin und bis 1999 Mitglied des Präsidiums des Deutschen Polen-Instituts (DPI) sowie Mitglied der Südosteuropa-Gesellschaft (SOG).

## Veröffentlichungen
- Wort und Begriff der Idee bei Goethe, Dissertation, Universität Bonn, 1949
- Die deutsch-jugoslawischen Beziehungen, in: Südosteuropa-Mitteilungen, 1986, Heft 1, S. 3 ff.[10]